# 1997년 대한민국
이 문서는 1997년 대한민국에서 일어난 사건을 다룬다.

## 재임자
제6공화국 (문민정부)
- 대통령 : 김영삼
- 국무총리 : 이수성 (~3월 4일), 고건 (3월 5일~)